# ITJ法律事務所
ITJ法律事務所（あいてぃーじぇいほうりつじむしょ）は日本の法律事務所。東京都港区芝浦に所在する。

## 概要
法人の事業再生、個人の債務整理、プロ野球選手代理人交渉、損害賠償請求訴訟など各種法律事務を取り扱う。
事務所名のITJはInnovation（革新）Trust（信頼）Justice（正義）にちなむ。かつて存在していた国際電話会社の日本国際通信（略称ITJ）とは無関係。

## 沿革
- 2003年 - 戸田泉がITJ法律事務所を麹町に設立。
- 2004年 - ITJ法律事務所を法人化。
- 2006年 - 弁護士石渡一浩がITJ八王子法律事務所を設立。
- 2008年 - ITJ八王子法律事務所を法人化。
- 2008年 - ITJ八王子法律事務所町田支店を設立。
- 2008年 - ITJ八王子法律事務所大宮支店を設立。
- 2010年 - 事務所を青山に移転。
- 2012年 - 事務所を西新橋に移転。
- 2020年 - 事務所を芝浦に移転。

## 主な担当事件
- ライブドア事件損害賠償請求訴訟 - この訴訟で被告となっているライブドア元社長の堀江貴文は、自身のブログでITJ法律事務所が原告側代理人になっていることを明らかにしている[1]。
- ギャラリープレシャス顧問

## 過去のスポンサー番組
- サンデープロジェクト
- パネルクイズ アタック25
- イチハチ